# Lew Allen
Lew Allen, né le 30 septembre 1925 et mort le 4 janvier 2010, est un général américain qui a occupé le poste de directeur de l'agence de renseignements NSA d'août 1973 à juillet 1977 avant de devenir chef d'état major de l'Armée de l'Air américaine de 1978 à 1982. Après avoir quitté en 1982 l'armée, il devient responsable jusqu'en 1990 du Jet Propulsion Laboratory, un des centres spatiaux de l'agence spatiale américaine, la NASA.

## Biographie
Né en 1925 à Miami, il a passé son enfance et sa jeunesse à Gainesville dans le Texas avant de rejoindre l'académie militaire de West Point en 1943 d'où il sort diplômé d'un bachelor of science en 1945. Il rejoint l'United States Air Force et reçoit dès 1946 un entrainement au vol puis rejoint la Carswell Air Force Base au Texas et pilote des bombardiers B-29 et des B-36. Il occupera d'autres postes, toujours dans le domaine de l'armement nucléaire, à la base de Carswell mais aussi à la Tyndall Air Force Base en Floride. En septembre 1950, Lew Allen rentre à l'Université de l'Illinois et obtient en 1952 un master en science puis un doctorat, en 1954, consacré à l'étude des effets des explosions nucléaires en haute altitude sur les aéronefs et les satellites. C'est ainsi qu'il rejoint par la suite le laboratoire national de Los Alamos et la Kirtland Air Force Base afin de mener des recherches sur le nucléaire notamment sur sa spécialité : les explosions en haute altitude. Allen se consacrera à ses travaux et à ses expériences, occupant entre autres les fonctions de directeur adjoint ou de directeur de programmes de recherches militaires,,.
En août 1973, il est nommé directeur de la NSA durant une période difficile pour l'agence, qui a dû faire face à des interrogations des parlementaires américains sur ses activités. Effectivement, Lew Allen a dû témoigner devant des commissions du Congrès afin de justifier les écoutes de citoyens américains, dont la légalité restait à prouver. Ces premières explications données par Lew Allen ont un caractère inédit étant donné que, comme il l'expliquait lui-même, « aucun directeur de la National Securiy Agency n'a jamais eu à se présenter devant une commission du Congrès en audition publique ». Il quitte la NSA en 1977 et devient en 1978 le chef d'état major de l'Armée de l'Air américaine, un poste qui lui permettra de plaider pour une augmentation du budget de l'Air Force tout en encourageant le développement des bombardiers furtifs B-2 et F-117. Lew Allen prend sa retraite de l'armée en 1982 après 36 ans de service actif.
Après avoir quitté l'armée, Lew Allen est nommé directeur du Jet Propulsion Laboratory, un des centres de recherche de la NASA consacré essentiellement à la réalisation de sondes spatiales interplanétaires. À ce nouveau poste, il finalise, entre autres, le lancement de la sonde Galileo sur Jupiter ou de la sonde Magellan sur Vénus qui étaient cependant en préparation avant sa nomination. Le directeur du Jet Propulsion Laboratory, Charles Elachi, avait mis en avant les qualités de Lew Allen et souligné sa « capacité à se projeter dix ans dans le futur, non pas seulement sur les problèmes immédiats ». L'ancien directeur de la NSA a notamment encouragé la conception de nouvelles techniques d'imagerie pour les sondes et les satellites, il a ainsi stimulé le développement de l'interférométrie et a permis la construction d'un laboratoire consacré à la création d'un large éventail de détecteurs utilisés sur les vols de la NASA. Dans le même temps, Allen a été membre du President's Intelligence Advisory Board et du Intelligence Oversight Board. Il décède des suites d'une polyarthrite rhumatoïde en 2010 et est enterré au cimetière national d'Arlington.

## Promotion
- GEN - 1977 - (Général)

## Décorations
- Defense Distinguished Service Medal
- Air Force Distinguished Service Medal
- Legion of Merit
- Joint Service Commendation Medal
- Air Force Outstanding Unit Award
- National Defense Service Medal